# Geografía de Santo Tomé y Príncipe
Santo Tomé y Príncipe se encuentra situado en el Atlántico, al sur de la isla de Fernando Poo, (Guinea Ecuatorial) en el Golfo de Guinea. Dista 300 km al noroeste de la costa de Gabón, y es el país africano de menor superficie. El país está conformado por dos islas y seis islotes:
Islas
- Isla de Santo Tomé (Sao Tomé)
- Príncipe

Islotes
- Ilhéu Bombom
- Ilhéu Caroço
- Tinhosa Grande
- Tinhosa Pequena
- Ilhéu das Cabras
- Ilhéu das Rólas

Las dos islas son las que dan el nombre al país. Santo Tomé es la isla principal, y en ella se encuentra la capital, Santo Tomé, y su único aeropuerto internacional. La isla de Príncipe se encuentra situada al norte de la de Santo Tomé, y su principal núcleo de población es Santo Antonio.
Ambas islas están cubiertas por una vegetación tropical característica, y son de origen volcánico, a partir de una antigua dorsal que incluye al norte la isla de Bioko, Guinea Ecuatorial, y el Monte Camerún al oeste, en la costa del continente africano. Ecológicamente, forman parte de la ecorregión denominada selva de tierras bajas de Santo Tomé, Príncipe y Annobón.

## Relieve

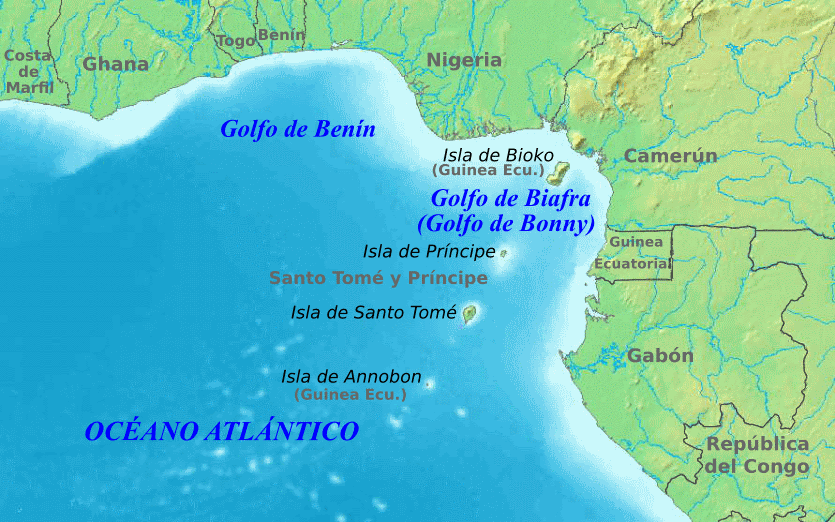
Golfo de Guinea y la cadena volcánica de la que forma parte Santo Tomé y Príncipe.

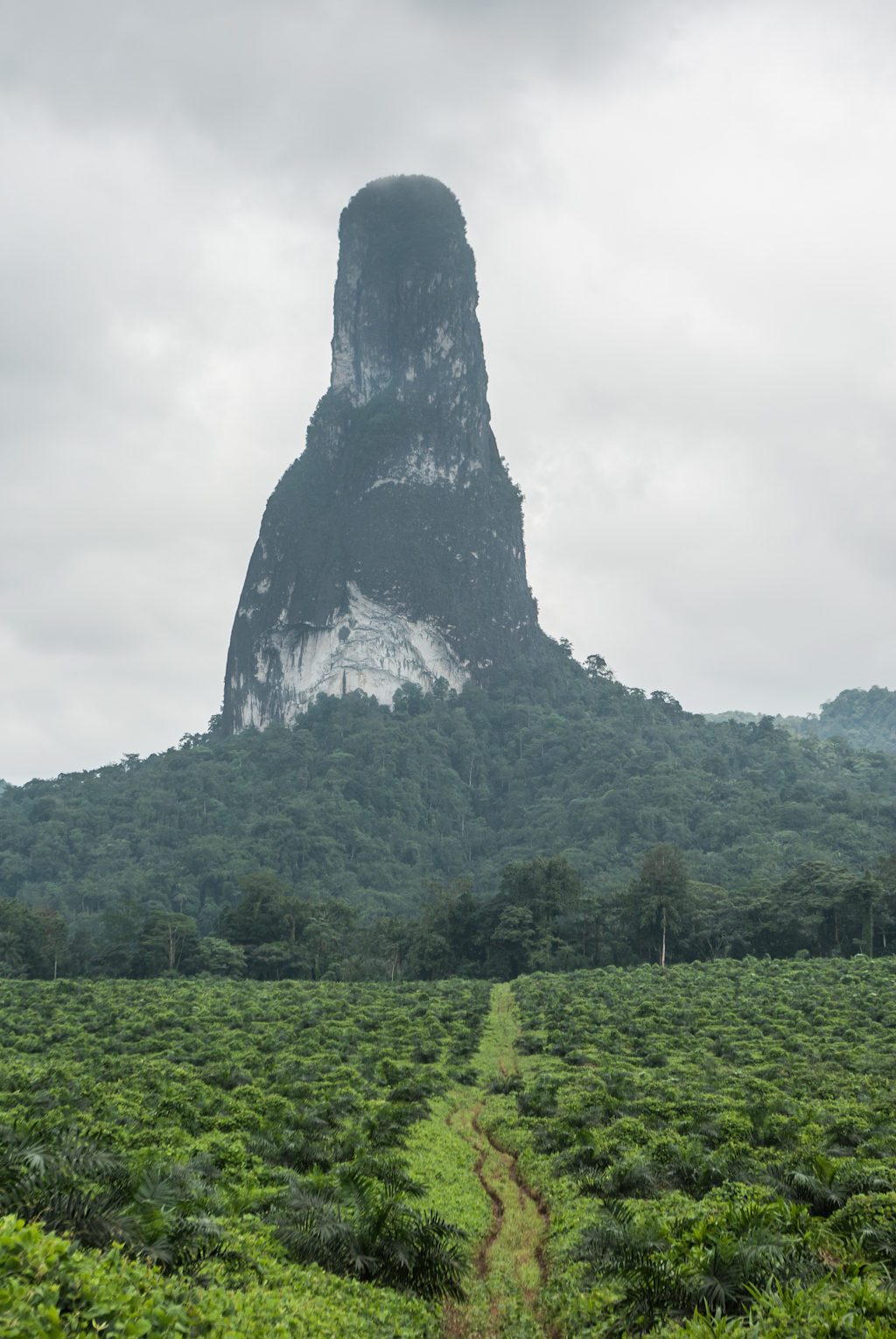
Pico Cão Grande, en la isla de Santo Tomé, se eleva más de 300 m por encima del terreno circundante.

Santo Tomé y Príncipe es uno de los países más pequeños de África, considerado el microestado más grande del mundo, aunque supera por muy poco los 1000 km². Forma parte de una cadena montañosa extinguida, la Cordillera de Camerún, de la que surgen del océano cuatro islas principales, de norte a sur, Bioko, Príncipe, Santo Tomé y Annobón. De estas, Bioko y Annobón forman parte de Guinea Ecuatorial. En el extremo norte de esta cadena volcánica se encuentra el monte Camerún. 
La isla de Príncipe tiene 136 km². Está formada por un volcán erosionado que podría tener 3 millones de años y alcanza una altura máxima de 948 m en el Pico do Príncipe. Tiene forma alargada, con 20 km de longitud y 10 km de anchura máxima. Está rodeada de islotes: Ilhéu Bombom, Ilhéu Caroço, Tinhosa Grande y Tinhosa Pequena. Una parte de la isla, 65 km², casi la mitad, forma parte del Parque natural Obo, que se complementa con 235 km² de la isla de Santo Tomé. Toda la isla está cubierta de bosques y forma parte del ecosistema selva de tierras bajas de Santo Tomé, Príncipe y Annobón, que engloba las dos islas y Bioko, con numerosas plantas y aves endémicas.
La isla de Santo Tomé tiene 854 km², 48 km de largo y 32 km de ancho. Toda la isla es un campo volcánico que se eleva hasta los 2024 m del pico de Santo Tomé y que está formada por basaltos jóvenes, el más reciente de hace unos 100.000 años. La capital, Santo Tomé, se halla en el norte de la isla, a la sombra de los vientos húmedos. La isla es apodada 'isla chocolate' por las grandes plantaciones de cacao, que tienen un papel importante en la historia del cacao. En la isla hay picos tan espectaculares como el pico Cão Grande, de 663 m, de magma solidificado y tallado por los elementos, al sur del parque natural Obo.

## Clima
Ambas islas, en el golfo de Guinea, se hallan en la zona de convergencia intertropical. Cuando la vertical del sol se desplaza hacia el norte, en verano, los vientos marítimos también lo hacen y deja de llover, y cuando la vertical se desplaza hacia el sur, se da el periodo húmedo.
Al nivel del mar el clima es tropical, cálido y húmedo, con temperaturas medias anuales del orden de 27.oC, y poca amplitud térmica. La temperatura del agua del mar oscilan entre 26.oC en verano y 29.oC en primavera, cuando hace más calor.
Las precipitaciones anuales varían entre 5.000 mm en las laderas orientadas al sudoeste de la isla de Santo Tomé, y 1000 mm o menos en las tierras bajas del norte de la misma isla, donde las montañas hacen el efecto de sombra.  La temporada de lluvias dura desde octubre a mayo. El lugar más húmedo es la ladera sur del pico de Santo Tomé, de 2024 m, pero esta misma montaña reduce las lluvias en la capital, al norte, donde, sin embargo, siempre está el cielo cubierto de nubes y la vegetación es exuberante. En Santo Tomé, la capital, caen una media de 900 mm anuales en 71 días de lluvia, con la lluvia repartida del orden de 100 mm mensuales entre octubre y mayo, y pequeños aumentos en abril y mayo, y octubre y noviembre, cuando el sol pasa por su zénit. Entre junio y septiembre apenas llueve. Las temperaturas de Santo Tomé, muy regulares, pasan de mínimas de 20-22.oC a máximas de 27-29.oC, con los meses más frescos entre junio y octubre.
En la isla de Príncipe, más al norte, las lluvias son de unos 2.000 mm de media en el pueblo de San Antonio.